# Nelson Cavaquinho

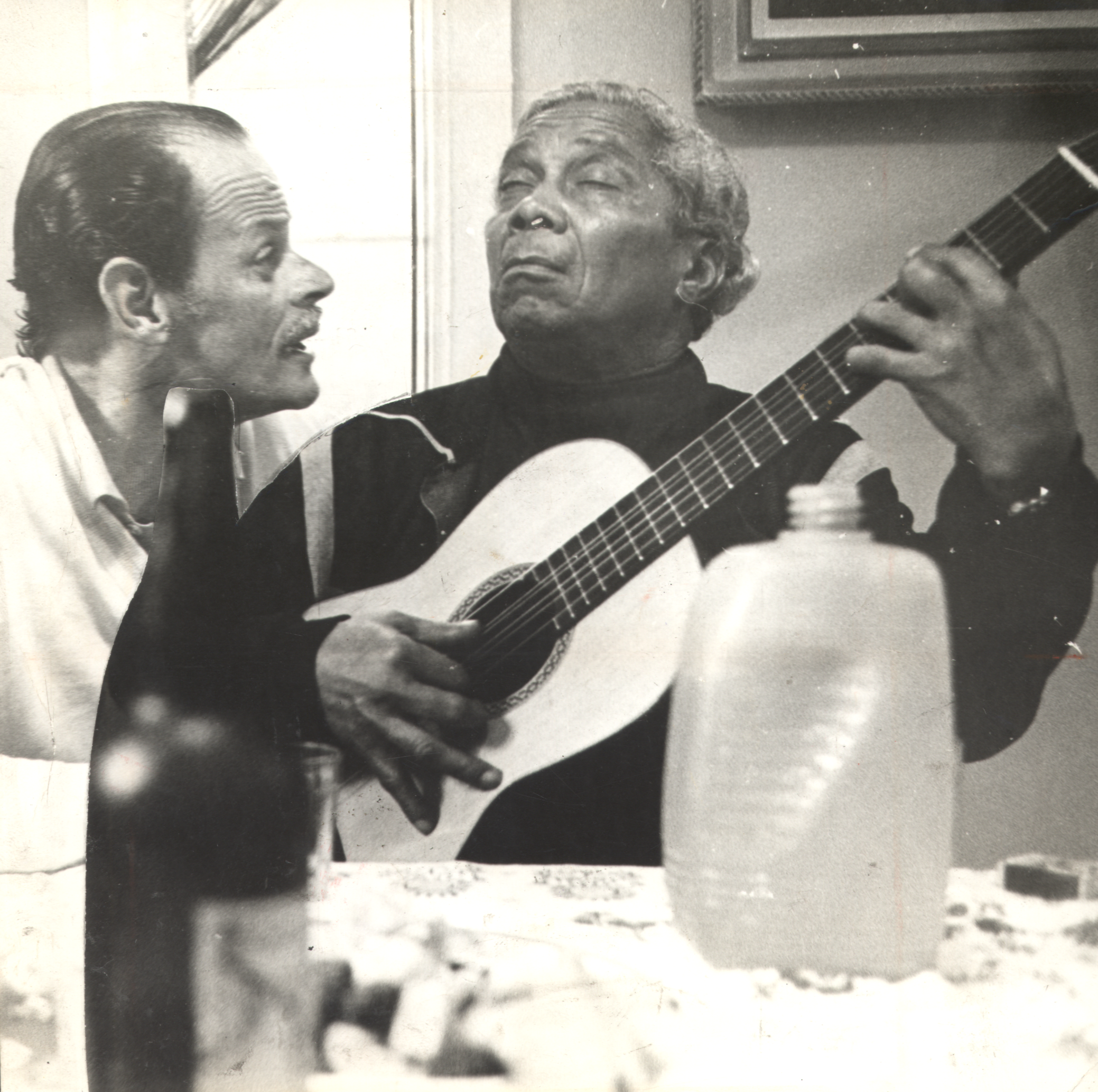
Nelson Antônio da Silva

Nelson Cavaquinho —nacido como Nelson Antônio da Silva, Río de Janeiro, 29 de octubre de 1911-18 de febrero de 1986— fue un sambista carioca, compositor y cavaquinista brasileño. 

## Biografía
Nacido en la ciudad de Río de Janeiro, en una familia pobre, Nelson deja el colegio en la educación primaria para trabajar en una fábrica de tejido.
Desde niño tuvo contacto con la música, pues su padre Brás Antonio da Silva tocaba tuba en el grupo de la Policía Militar de su ciudad y su tío tocaba el violín. Con dieciséis años ya es conocido por tocar el cavaquinho, surgiendo así el apellido que lo acompañaría toda la vida. 
En 1930 entra en la Policía Militar como su padre. Trabajando como guardia en la comunidad de Mangueira, que también es una escuela de samba, conoce a sambistas como Cartola y Carlos Cachaça y empieza a componer. 
Su primera grabación fue la canción Não Faça Vontade a Ela, en 1939, por Alcides Gerardi, pero no tuvo mucha repercusión. Años más tarde fue descubierto por Ciro Monteiro, quien grabó gran parte de su música. Comenzó a hacer presentaciones en público recién en la década de 1960, en Zicartola, bar de Cartola y Dona Zica en el centro de la ciudad de Río. En 1970 lanzó su primer LP, Depoimento de Poeta, en conjunto con Guilherme de Brito, con quien compuso siempre.
Respecto a sus composiciones señaló «Hago música para sacar los sentimientos de dentro de mi corazón y fue así desde mi primera composición». Eran además canciones simples, con letras que casi siempre hablaban de la guitarra, las mujeres, el bar, y también la muerte, como en "Rugas", "Quando Eu me Chamar Saudade", "Luto", "Eu e as Flores" y "Juízo Final". Compuso alrededor de 600 canciones.
Con más de 50 años de edad, conoció a Durvalina, treinta años más joven que el, su compañera para el resto de su vida. 
Murió el 18 de febrero de 1986, con 74 años, por un enfisema pulmonar.

## Discografía
- 1970 - Depoimento do Poeta (Discos Castelinho)
- 1972 - Nelson Cavaquinho - série documento (RCA Victor)
- 1973 - Nelson Cavaquinho (Odeon)
- 1985 - As Flores em Vida (Gravadora Eldorado)